# Francisco Sagasti
Francisco Rafael Sagasti Hochhausler (Lima, 10 de outubro de 1944) é um engenheiro, acadêmico e escritor peruano, presidente do Peru de 16 de novembro de 2020 a 28 de julho de 2021. Membro fundador do Partido Morado, Sagasti foi a segunda escolha para vice-presidente de Julio Guzmán nas eleições gerais de 2021, até que ele assumiu a presidência do país por sucessão constitucional. É também, desde março de 2020, deputado da República pelo Partido Morado para o período 2020-2021. Anteriormente, Sagasti ocupou cargos no Governo Revolucionário da Força Armada e foi um alto executivo do Banco Mundial.

## Início de vida e educação
Francisco Sagasti nasceu em Lima, Peru, e é filho de Francisco Sagasti Miller e Elsa Hochhausler Reinisch. A família da sua mãe imigrou da Áustria e se estabeleceu em Santiago, no Chile. 
Sagasti frequentou a Universidade Nacional de Engenharia, onde estudou engenharia industrial e graduou-se em 1966. Ele obteve seu mestrado em engenharia industrial na Universidade Estadual da Pensilvânia e seu doutorado em pesquisa operacional e ciência da engenharia na Wharton School da Universidade da Pensilvânia.

## Carreira
De 1972 a 1977, foi Vice-Presidente do Conselho do Instituto de Pesquisas Tecnológicas, Industriais e Técnicas do Peru (ITINTEC). Também foi assessor do Ministro da Indústria, o contra-almirante Alberto Jiménez de Lucio, durante o Governo Revolucionário da Força Armada, a ditadura militar peruana. Durante o período como assessor, contribuiu para as questões de industrialização e tecnologia. No ministério, Sagasti também assessorou o Conselho Nacional de Pesquisa.
De 1985 a 1987, foi Assessor do Ministro das Relações Exteriores, Allan Wagner Tizón. Também foi membro do Conselho Consultivo do Instituto Nacional de Planejamento. De 1988 a 1989, ele foi Presidente do Comitê Consultivo das Nações Unidas sobre Ciência e Tecnologia para o Desenvolvimento, sendo membro deste Comitê desde 1984, e Vice-Presidente durante 1986 e 1987. De 1987 a 1990, Sagasti foi Chefe da Divisão de Planejamento Estratégico do Banco Mundial.
De 2007 a 2009, Sagasti foi presidente do Conselho de Administração do Programa de Ciência e Tecnologia (FINCyT) da Presidência do Conselho de Ministros nas administrações de Jorge del Castillo e Yehude Simon Munaro. Foi reconduzido ao cargo no período entre dezembro de 2011 e março de 2013, sob a direção de Óscar Valdés Dancuart e Juan Jiménez Mayor.
Foi professor da Universidad del Pacífico e da Pontificia Universidad Católica del Perú, professor visitante do Instituto de Empresa, em Madrid, da Wharton School, da Universidade da Pensilvânia e da Universidade para a Paz, na Costa Rica. Em 1982, foi professor visitante nas Universidades de Stanford, Berkeley, UCLA e Columbia. Também foi pesquisador associado na Universidade de Sussex.

## Vida pessoal
Sagasti é casado com a economista costarriquenha Silvia Charpentier, com quem tem uma filha.

## Obras
- El reto del Perú en la perspectiva del tercer mundo (com Jorge Bravo Bresani e Augusto Salazar Bondy). Lima, Moncloa - Campodonónico Editores Asociados, 1972.
- Tecnología, planificación y desarrollo autónomo , Lima, Instituto de Estudios Peruanos, 1977;
- Ciencia, tecnología y desarrollo latinoamericano , Fondo de Cultura Económica, 1981;
- La política científica y tecnológica en América Latina , Colegio de México, 1983;
- Imaginemos un Perú mejor , Lima, Agenda: Perú, 1999;
- Democracia y Buen Gobierno (con Pepi Patrón,  Nicolás Lynch y Max Hernández), Lima, Editorial Apoyo, 1999;
- Development Cooperation in a Fractured global Order (con Gonzalo Alcalde), Ottawa, IDRC, 1999;
- A Foresight and Policy Study of the Multilateral Development Banks , Stockholm, Swedish Ministry for Foreign Affairs, 2000;
- La banca multilateral de desarrollo en América Latina , United Nations Publications, 2002;
- Knowledge and Innovation for Development , Londres, Edward Elgar Publishing, 2004;
- The Future of Development Financing: Challenges and Strategic Choices , Basingstoke, UK, Palgrave-McMillan, 2005;
- Power, Purse and Numbers: A Diagnostic Study of the UN Budget and Finance Process and Structure (com Úrsula Casabonne e Fernando Prada), Stockholm, The Four Nations Initiative, October 2007;
- Ciencia, tecnología, innovación. Políticas para América Latina , Lima, Fondo de Cultura Económica, 2011;
- Un desafío persistente. Políticas de ciencia, tecnología e innovación en el Perú del siglo 21 (em co-autoria com Lucía Málaga Sabogal). Lima, Fondo de Cultura Económica del Perú/ Fondo Editorial de la Pontificia Universidad Católica del Perú, 2017.